# Macrocnemum stylocarpum
Macrocnemum stylocarpum är en måreväxtart som beskrevs av Gustav Karl Wilhelm Hermann Karsten. Macrocnemum stylocarpum ingår i släktet Macrocnemum och familjen måreväxter.
Artens utbredningsområde är Colombia. Inga underarter finns listade i Catalogue of Life.